# جيف سميث (لاعب كرة قدم بريطاني)
جيف سميث (بالإنجليزية: Jeff Smith)‏ (28 يونيو 1980 في المملكة المتحدة - ) هو لاعب كرة قدم بريطاني في مركز الدفاع. لعب مع أولمبيك تشارلروا وبريستون نورث إيند وبورت فايل وبولتون واندررز وسكونثورب يونايتد وماكليسفيلد تاون ونادي روتشديل ونادي كارلايل يونايتد ونادي هارتلبول يونايتد وويتبي تاون ‏ ونادي بارو وبيشوب أوكلاند ‏ ونادي سلتيك نايشون ودارلينجتون إف سى.

## وصلات خارجية
- جيف سميث على موقع قاعدة بيانات كرة القدم.إي يو (الإنجليزية)
- جيف سميث على موقع Soccerbase.com (لاعب) (الإنجليزية)
- جيف سميث على موقع عالم كرة القدم.نت (الإنجليزية)